# Kurt Lockwood
Kurt Lockwood est un acteur de films pornographiques américain, né le 4 juin 1970 à Baltimore (Maryland, États-Unis).

## Biographie
Kurt Lockwood est entré dans l'industrie pornographique vers 2002 et est apparu dans plus de 600 films.
Auparavant, il avait notamment été musicien et n'a d'ailleurs jamais perdu son intérêt pour ce domaine. En 2005, il a ainsi organisé un concert de charité avec son groupe pour permettre à des acteurs ne disposant pas des ressources financières nécessaires de suivre un programme de désintoxication de l'Adult Industry Medical Health Care Foundation, dirigée par Sharon Mitchell.
La même année, il réalise son premier films, The Decline of Western Civilization, Part 69: The Porno Years, pour SexZ Pictures.
Il s'est retiré de l'industrie pornographique en 2007 et s'est installé en Espagne avec sa petite amie alors enceinte. Il est toutefois réapparu en 2008 dans des bisexuelles et transsexuelles.

## Récompenses
- 2004 : AVN Award Meilleure scène de sexe en couple (Best Couples Sex Scene) pour Compulsion (avec Ashley Long)
- 2005 : AVN Award Meilleure scène de sexe à trois (Best Threeway Sex Scene) pour Stories: Lovers & Cheaters (avec Dani Woodward et Barrett Blade)
- 2007 : AVN Award Meilleur acteur dans un second rôle - Film (Best Supporting Actor-Film) pour To Die For

## Filmographie sélective

### Acteur
- Mixed Nuts (1994)
- Compulsion (2002)
- Erotic Stories: Lovers & Cheaters (2003)
- To Die For (2005)
- Transsexual Babysitters 5 (2008)

### Réalisateur
- The Decline of Western Civilization, Part 69: The Porno Years (2005)
- The Real Boogie Nights (2007)